# Rift de África Oriental

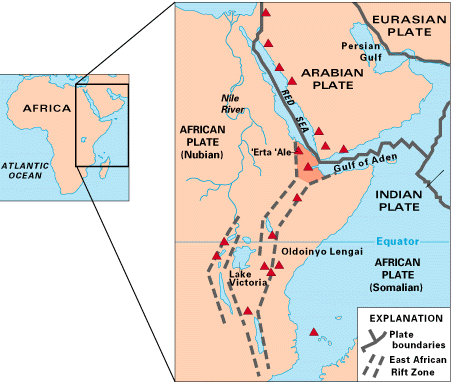
Mapa del Este de África mostrando algunos de los volcanes activos históricamente (como triángulos rojos) y el Triángulo Afar (sombreado en el centro), que es un punto de triple unión donde tres placas se empujan entre sí: La Placa arábiga y las dos partes de la Placa Africana-la placa núbia y la placa somalí, dividiendo el Este Africano en dos partes.

El Rift de África Oriental es un rift continental activo situado en el Este de África. El Rift comenzó a desarrollarse alrededor del Mioceno hace 25-23 millones de años. En el pasado se le consideró parte del Gran Valle del Rift que se extendía hasta Asia Menor.
El rift es una región estrecha donde se desarrolla la divergencia de placas, en la cual la placa africana se está dividiendo en dos placas tectónicas, llamadas la placa somalí y la placa nubia, a un ritmo de 6-7 mm anualmente. Si la extensión continúa, la ruptura de la litosfera se producirá en 10 millones de años, desgajando finalmente la placa somalí y creando una nueva cuenca oceánica.

## Extensión
Una serie de cuencas rifts se alinean de norte a sur, formando el Sistema del Rift de África Oriental y extendiéndose por miles de kilómetros. Este sistema de rifts posee dos ramas principales:
- El Valle del Rift Oriental que incluye el Gran Rift Etíope, que se extiende desde el este desde la Triple Unión de Afar, continuando al Sur hacia el Valle del Ríft Keniata.,[4] y
- El Valle del Rift Occidental que incluye el  rift Albertino, y más al sur, el valle del Lago Malawi. Al norte de la Triple Unión de Afar, el rift sigue uno de dos posibles cursos: al oeste el rift del mar rojo  o al este el dorsal de Adén en el Golfo de Adén.

El Rift de África Oriental va desde Triple Unión de Afar en la depresión de Afar en Etiopía por el este de África, terminando en  Mozambique.  El Rift de África Oriental atraviesa Etiopía, Kenia, Uganda, Ruanda, Burundi, Zambia, Tanzania, Malawi y Mozambique.  También penetra fuera de la costa de Mozambique a lo largo de los grabens de Kerimba y Lacerda, a los cuales se les une la cadena de Davie, una zona de fractura antigua de 2200 km de longitud que atraviesa la cuenca occidental somalí, definiendo la frontera entre Tanzania y Mozambique. La cadena de Davie tiene entre 30 a 120 km de ancho, con su cara orientada hacia el este a lo largo de su mitad sur que se eleva hasta 2300 m sobre el fondo del mar. Su desplazamiento es concurrente con el desplazamiento del Rift de África Oriental.

## Teorías contrapuestas sobre la evolución geológica
A lo largo del tiempo, se han propuesto diversas teorías para intentar aclarar la evolución del Rift de África Oriental. En 1972 se propuso que este rift no era producto de actividad tectónica, sino que era causado por diferencias en la densidad de la corteza. Otros propusieron que era una superpluma africana la que causaba la deformación del manto.  Sin embargo, las firmas geoquímicas diversas de varias lavas de Etiopía sugieren la acción de varias fuentes de plumas: una de ellas por lo menos con su naciente en lo profundo del manto, y una de la litósfera subcontinental. Adicionalmente, todavía es un tema de controversia el asunto de las plumas del manto profundas, y por lo tanto no puede ser confirmada.
La teoría más reciente y aceptada es la formulada en el 2009: que el magmatismo y la tectónica de placas interactúan y se influyen mutuamente, controladas por las condiciones que se desarrollan en el rift. También se sugirió que el adelgazamiento de la litósfera era generado por la actividad volcánica, que potenciaba los procesos magmáticos existentes tales como intrusiones y gran cantidad de plumas pequeñas. Estos procesos afinan aún más la litósfera en zonas saturadas, haciendo que esa litósfera delgada se comporte como una dorsal mediooceánica.